# مونت ویستا (واشینگتن)
مونت ویستا (به انگلیسی: Mount Vista) یک منطقهٔ مسکونی در ایالات متحده آمریکا است که در شهرستان کلارک، واشینگتن واقع شده‌است. مونت ویستا ۱۳٫۶ کیلومتر مربع مساحت و ۷٬۸۵۰ نفر جمعیت دارد و ۷۵ متر بالاتر از سطح دریا واقع شده‌است.